# Tras La Tormenta
Tras La Tormenta (vrij vertaald De storm voorbij) is het vijfde en laatste gezamenlijke album van de Puerto Ricaans/Amerikaanse trombonist/zanger Willie Colón en de Panamese zanger-activist Rubén Blades. Het werd in de periode 1993-1994 opgenomen in de New Yorkse Acme-studio, en op 31 januari 1995 uitgegeven door Sony Tropical, Epic en Colombia Records. Van het album werden vier singles getrokken; Talento De Televisión, Homenaje A Héctor Lavoe, Tras La Tormenta en Como Un Huracán.

## Achtergrond
Colón en Blades gingen in 1982 met ruzie uit elkaar na vier samenwerkingsalbums te hebben uitgebracht op het in salsa gespecialiseerde label Fania. Aanleiding voor de breuk was het feit dat Blades bezwaar maakte tegen de release van het album The Last Fight. In de jaren negentig stonden beide artiesten weer onder contract van hetzelfde label (Sony) waarop ze de lovend ontvangen albums Amor Y Control (Blades; 1992) en Hecho En Puerto Rico (Colón; 1993) uitbrachten. Tras La Tormenta was oorspronkelijk bedoeld als een soloproject van Blades, maar op zijn 'verzoek' werd Colón erbij gehaald als dank voor de kans die hij kreeg om zich op het album Metiendo Mano! aan de muziekwereld te presenteren. Diverse oudgedienden werkten mee aan Tras La Tormenta, maar verschilde van de voorgangers doordat Colón in de leadzang deelde en zijn partijen elders heeft opgenomen. Ook bij de sessie voor de hoesfoto waren Colón en Blades niet samen. Wel hebben ze daarna nog samengewerkt bij een benefietconcert in 1998 en het 25-jarig jubileum van hun succesalbum Siembra in 2003.

## Singles

### Talento De Televisión
Dit nummer is geschreven door Amílcar Boscán en gaat over "alledaagse dingen die snel weer worden vergeten". De inspiratie kwam van Yuyito, een Argentijnse actrice en fotomodel die hij in het Venezolaanse televisieprogramma Super Sábado Sensacional had gezien. Yuyitio heet in werkelijkheid Amalia González, maar sommigen beweren dat het hier om Jennifer López gaat; Amílcar Boscán sprak deze geruchten tegen.

### Homenaje A Héctor Lavoe
Het openingsnummer van het album begint met een trombonesolo van 40 seconden zoals Colón die speelde tijdens zijn doorbraakperiode met zanger Héctor Lavoe die in 1993 op 46-jarige leeftijd om het leven kwam.

## Ontvangst
Tras La Tormenta werd door kenners uitgeroepen een van de meest succesvolle salsaplaten. Het werd genomineerd bij de 38e Grammy Awards en behaalde de derde plaats in de Billboard Tropical Albums-chart.

## Tracklijst
Alle muziek en teksten zijn geschreven door Rubén Blades, tenzij anders aangegeven. 
| 1.                 | Homenaje a Héctor Lavoe | Willie Colón              | 5:18 |
| 2.                 | Como un Huracán         | Rubén Blades              | 5:12 |
| 3.                 | Caer en Gracia          | Willie Colón              | 4:26 |
| 4.                 | Todo o Nada             | Rubén Blades              | 5:14 |
| 5.                 | Dale Paso               | Willie Colón              | 5:49 |
| 6.                 | Desahucio               | Rubén Blades              | 5:16 |
| 7.                 | Doña Lele               | Rubén Blades-Willie Colón | 4:30 |
| 8.                 | Oye                     | Rubén Blades              | 4:30 |
| 9.                 | Talento de Televisión   | Willie Colón              | 4:41 |
| 10.                | Tras la Tormenta        | Rubén Blades-Willie Colón | 6:32 |
| Totale duur: 52:32 |                         |                           |      |